# Chicago Marathon 2011

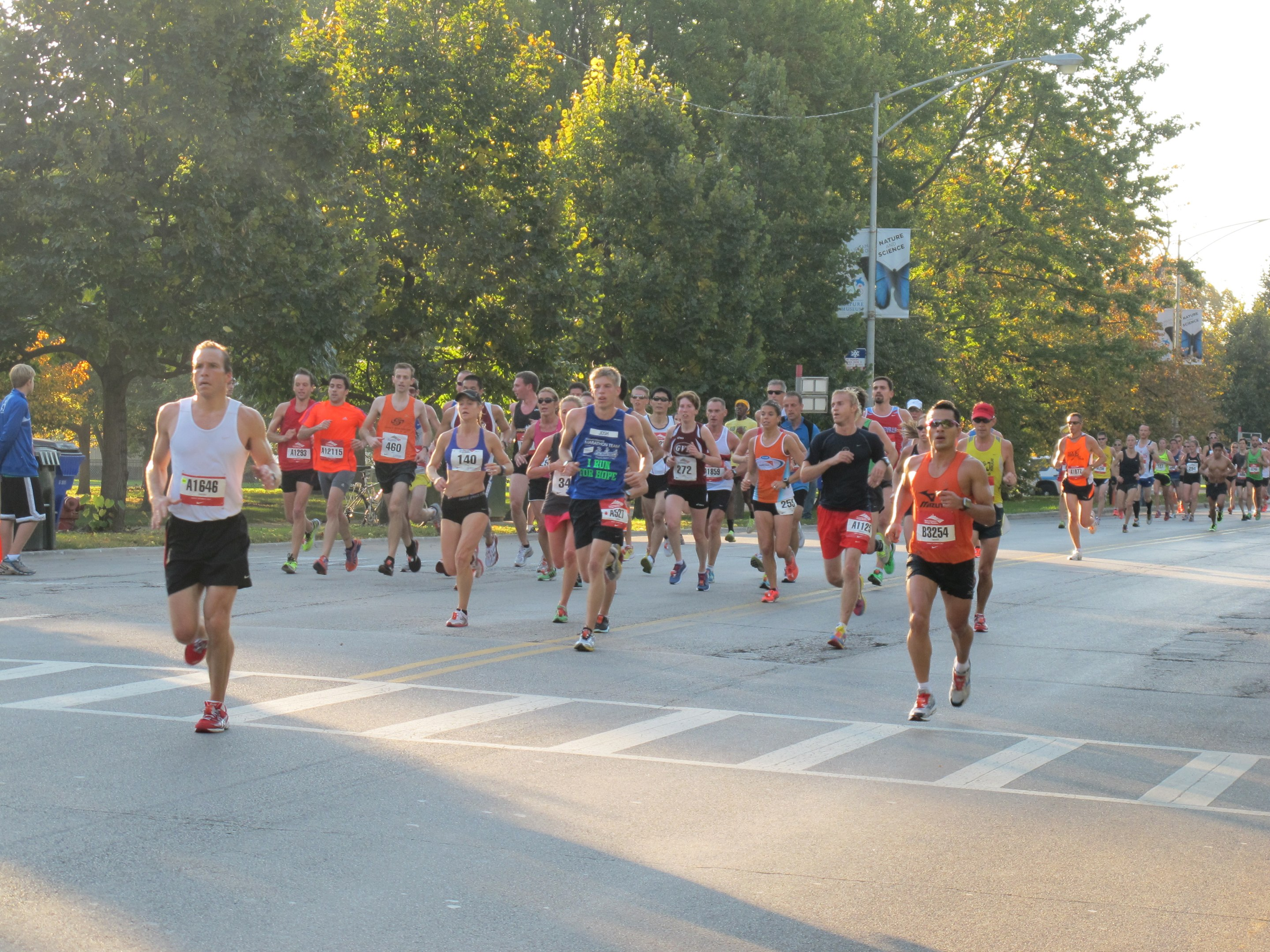
Recreatieve lopers

De Chicago Marathon 2011 werd gelopen op zondag 9 oktober 2011. Het was de 34e editie van deze marathon.
De Keniaan Moses Mosop kwam als eerste over de streep in 2:05.37. Hij bleef hiermee zijn landgenoot Wesley Korir ruim voor en verbeterde hiermee eveneens het parcoursrecord, dat sinds 2009 in handen was van Samuel Wanjiru met een tijd van 2:05.41. De Russische Lilia Sjoboechova won bij de vrouwen in 2:18.20. In 2014 werd haar overwinning echter uit de uitslag geschrapt, nadat er afwijkingen in haar biologisch paspoort waren geconstateerd. Hierdoor schoof de Ethiopische Ejagayou Dibaba Keneni, die in 2:22.09 als tweede was gefinisht, op naar de eerste plaats. 

## Uitslagen

### Mannen
| rang   | naam              | land | tijd    |
| ------ | ----------------- | ---- | ------- |
| Goud   | Moses Mosop       | KEN  | 2:05.37 |
| Zilver | Wesley Korir      | KEN  | 2:06.15 |
| Brons  | Bernard Kipyego   | KEN  | 2:06.29 |
| 4      | Bekana Daba       | ETH  | 2:07.59 |
| 5      | Ryan Hall         | USA  | 2:08.04 |
| 6      | Evans Cheruiyot   | KEN  | 2:10.29 |
| 7      | Kouji Gokaya      | JPN  | 2:12.15 |
| 8      | Hironori Arai     | JPN  | 2:13.17 |
| 9      | Takashi Horiguchi | JPN  | 2:14.48 |
| 10     | Masaki Shimoju    | JPN  | 2:17.49 |

### Vrouwen
| rang   | naam                     | land | tijd    |
| ------ | ------------------------ | ---- | ------- |
| Goud   | Ejagayou Dibaba Keneni   | ETH  | 2:22.09 |
| Zilver | Kayoko Fukushi           | JPN  | 2:24.38 |
| Brons  | Belainesh Zemedken Gebre | ETH  | 2:26.17 |
| 4      | Christelle Daunay        | FRA  | 2:26.41 |
| 5      | Claire Hallissey         | ENG  | 2:29.27 |
| 6      | Yue Chao                 | CHN  | 2:32.57 |
| 7      | Askale Tafa              | ETH  | 2:33.35 |
| 8      | Cruz Nonata da Silva     | BRA  | 2:35.35 |
| 9      | Jeannette Faber          | USA  | 2:36.58 |
| 10     | Maria delosAngeles       | ARG  | 2:38.51 |
| DSQ    | Lilia Sjoboechova        | RUS  | 2:18.20 |

1977 ·
1978 ·
1979 ·
1980 ·
1981 ·
1982 ·
1983 ·
1984 ·
1985 ·
1986 ·
1987 ·
1988 ·
1989 ·
1990 ·
1991 ·
1992 ·
1993 ·
1994 ·
1995 ·
1996 ·
1997 ·
1998 ·
1999 ·
2000 ·
2001 ·
2002 ·
2003 ·
2004 ·
2005 ·
2006 ·
2007 ·
2008 ·
2009 ·
2010 ·
2011 ·
2012 ·
2013 · 
2014 · 
2015 · 
2016 · 
2017 · 
2018 · 
2019 · 
2021 · 
2022 · 
2023